# Roggenstock
Roggenstock är en bergstopp i Schweiz.   Den ligger i distriktet Bezirk Schwyz och kantonen Schwyz, i den centrala delen av landet, 100 km öster om huvudstaden Bern. Toppen på Roggenstock är 1 778 meter över havet, eller 309 meter över den omgivande terrängen. Bredden vid basen är 2,1 km.
Terrängen runt Roggenstock är kuperad åt nordost, men åt sydväst är den bergig. Närmaste större samhälle är Schwyz, 10,3 km väster om Roggenstock. 
I omgivningarna runt Roggenstock växer i huvudsak blandskog. Runt Roggenstock är det glesbefolkat, med 20 invånare per kvadratkilometer.